# Folklore brésilien
 (décembre 2009).
Le folklore brésilien se compose d'un ensemble de mythes et légendes, ces coutumes se transmettent généralement oralement à travers différentes générations. Le Brésil possède un folklore extrêmement riche et diversifié.

## Le folklore brésilien et la culture érudite
Le folklore brésilien a commencé à recevoir l'attention de l'élite nationale seulement au XIXe siècle, pendant le Romantisme. C'est à cette période, pendant que l'intérêt pour la culture populaire grandissait en Europe et aux États-Unis, que certains étudiants brésiliens comme Celso de Magalhães et Sílvio Romero ont fait de nombreuses recherches sur les premières manifestations folkloriques  brésiliennes et ont publié leurs œuvres.
Le folklore brésilien se trouve aujourd'hui dans une position privilégiée, en plus d'être une base d'alimentation pour les touristes d'une grande partie du tourisme culturel brésilien, il est un instrument d'éducation dans les écoles.

## Le folklore

### La musique
Elle est caractérisée par une grande simplicité ainsi qu'une monotonie et une lenteur[réf. nécessaire]. Son origine peut être liée à la musique populaire. On remarque que le folklore portugais est surtout des jeux enfantins, des chants religieux, des rites, des danses et des fêtes.
Ce sont par exemple:
- cantiga de roda;
- acalantos;
- modinhas;
- cantigas de trabalho;
- serenatas;
- cantos de velório;
- cantos de cemitério.

### La danse et les fêtes
La danse accompagne souvent la musique dans de nombreux rituels folkloriques. Les principales danses restent tout de même le samba, le Baião, le frevo, le xaxado, le maracatu, la tirana, la catira, la quadrilha.

### Le langage
Les principales manifestations du folklore dans le langage populaire sont les suivantes :
- Adivinhações : elles sont constituées de questions en forme de devinettes.
- Parlenda : ce sont des mots ordonnés pour suggérer un rythme, avec ou sans rime.
- Proverbes : servent à donner un enseignement.
- Quadrinhas : ce sont des strophes de quatre vers ayant comme sujet l'amour, le défi ou un vœu.
- Plaisanteries : la plaisanterie ou l'anecdote est une histoire courte avec une fin inattendue et drôle, avec comme seul objectif de provoquer des rires chez le lecteur ou le spectateur.
- La Littérature de Cordel : ce sont de petits livres écrits en vers ; ils sont accrochés sur une corde, d'où leur nom. Les sujets sont les mythes de la région du Sertão, sur des situations sociales, politiques et économiques actuelles.
- Les phrases « toutes prêtes » : ce sont des phrases avec peu de mots, qui ont une signification directe et claire.

### Les coutumes
Dans ce thème on inclut également ce qui concerne l'alimentation, l'agriculture, le comportement, l'habillement, etc., d'un peuple d'une région qui a pour habitude de voyager à différents endroits.

### Les jeux et amusements
Les jeux sont fabriqués pour être utilisés seul, comme la poupée de chiffon.
Les amusements enveloppent une dispute d'un certain type, que ce soit d'un groupe ou individuellement, comme le jeu du chat, le cache-cache, le jamais 3, l'attrape foulard, etc.
Les amusements changent en fonction des régions, on peut changer le nom ou bien la règle elle-même.

### Les légendes et mythes les plus connus

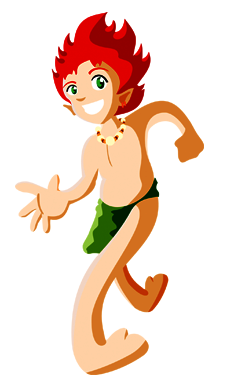
Curupira

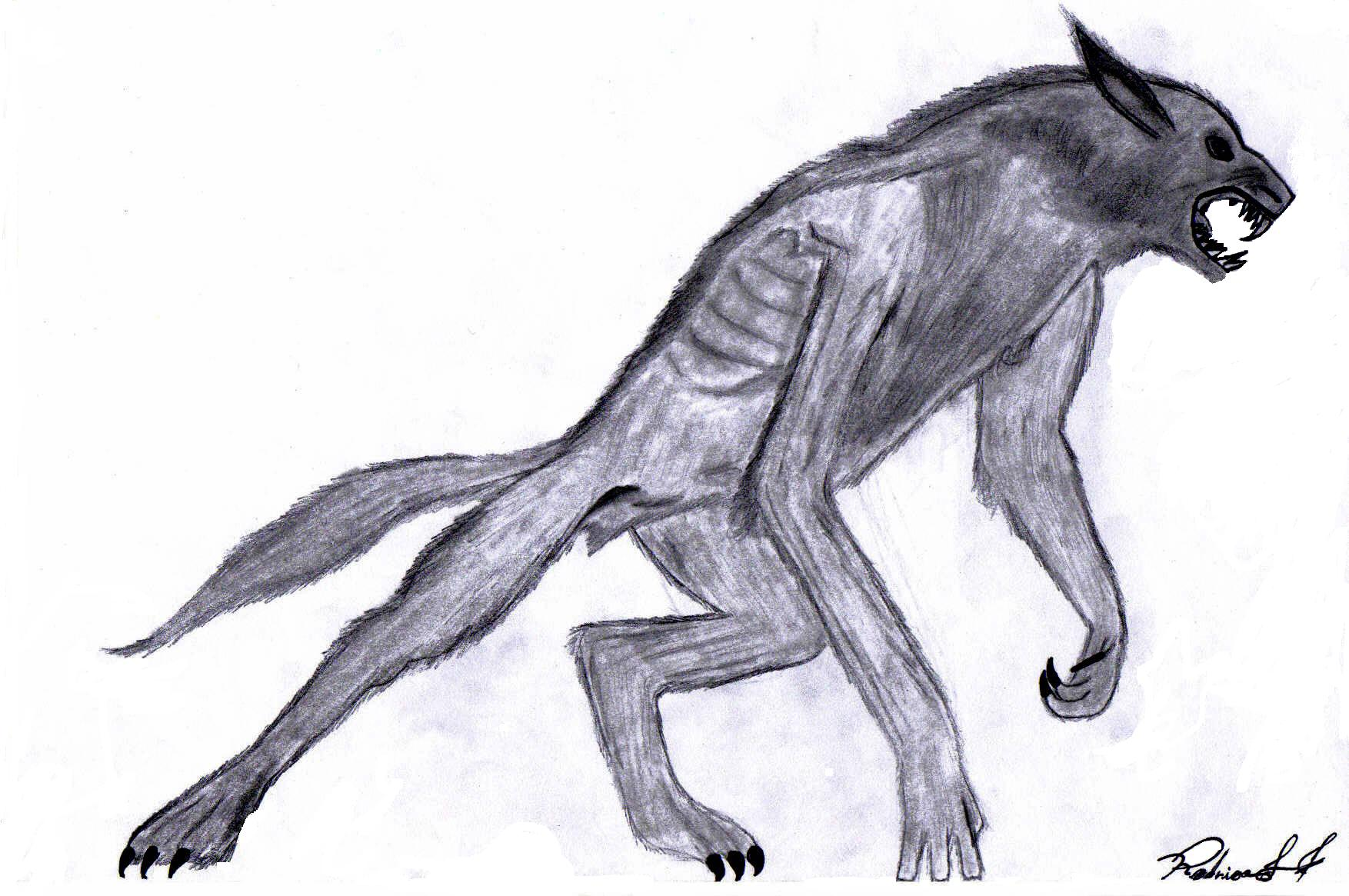
Lobisomem

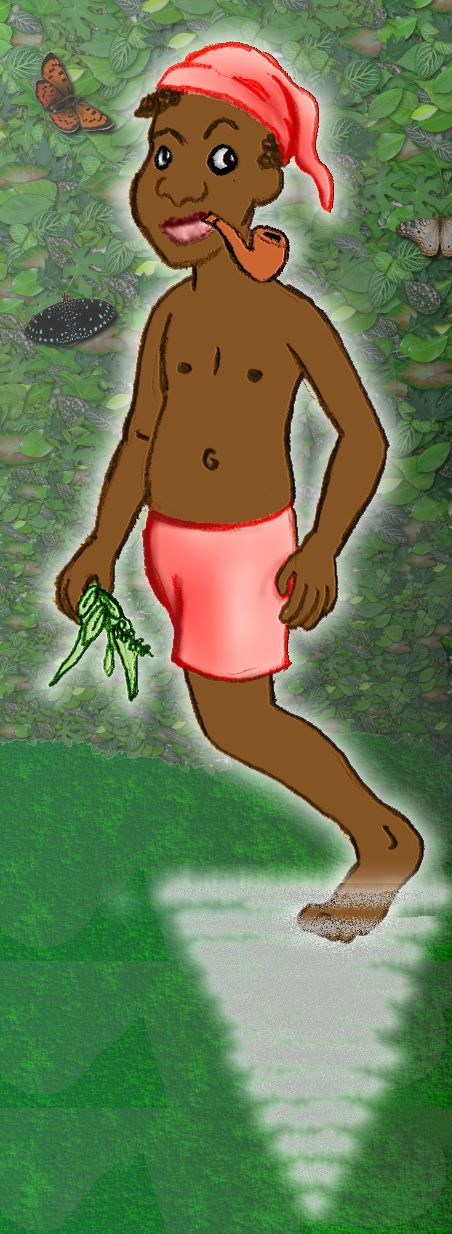
Saci Pererê

- Le Curupira -  Le Curupira est le protecteur des forêts et des animaux. Il est représenté avec des cheveux longs et avec les pieds tournés vers l'arrière. Il poursuit et tue tous ceux qui détruisent la nature. Quand quelqu'un disparaît dans la forêt, beaucoup d'habitants de l'intérieur croient que c'est l'œuvre du Curupira[2].

- Le Loup-garou - Ce mythe apparait dans plusieurs régions du monde. Le mythe dit qu'un homme fut attaqué par un loup durant une nuit de pleine lune et qu'il ne mourut pas, mais qu'il eut la capacité de se transformer en loup-garou tous les soirs de pleine lune. Durant cette nuit, le loup-garou attaque tous ceux qu'il rencontre face à face. C'est seulement en tirant une balle en argent en plein cœur que l'on serait capable de le tuer.

- Le Saci Pererê - Le Saci-Pererê est représenté par un jeune africain, qui ne possède qu'une seule jambe. Il est toujours représenté avec sa pipe, et avec un bonnet rouge d'où il tire ses pouvoirs magiques. Il adore faire peur aux chevaux, brûler de la nourriture et réveiller les personnes avec des farces. La légende dit également que le Saci a le pouvoir de marcher à l'intérieur d'un moulin à vent.

- La Cuca - Selon la légende, la Cuca est une vieille femme aux formes d'alligator et aux doigts de faucon qui vole les enfants qui désobéissent à leurs parents. Le monstre est l'un des principaux éléments du folklore brésilien, principalement à cause de l'œuvre «Sítio do Pica-pau Amarelo», de Monteiro Lobato, dont Cuca est le principal méchant. La légende brésilienne est une variante de la légende portugaise "Coca", une histoire évoquée à l'époque de la colonisation du Brésil. L'animal dort une nuit tous les 7 ans, et quand il se met en colère, il crie et peut être entendu à 10 lieues de distance. Parce que Cuca ne dort pratiquement pas, certains adultes essaient d'effrayer les enfants qui résistent à l'endormissement, en disant que s'ils ne dorment pas, Cuca les attrapera.

### Croyances et superstitions
- Le savoir : le savoir populaire est utilisé dans la cure des maladies et dans la résolution de problèmes personnel à travers le bénédicité.

- La croyance : plus de 66 % des Brésiliens sont catholiques

- La superstition : explication de fait naturels comme des conséquences d'évènements surnaturels.